# Niccolò Soderini
Niccolò Soderini (Firenze, 12 febbraio 1402 – Ravenna, ottobre 1472) è stato un politico italiano, prima legato al partito dei Medici e poi loro oppositore nella congiura del 1466 ai danni di Piero de' Medici.

## Biografia
Nato a Firenze il 12 febbraio 1402 da Lorenzo di Tommaso e da Ghilla di Tommaso Cambi, Niccolò Soderini entrò presto in politica legandosi alla fazione "progressista" capeggiata da Cosimo de' Medici. Il Soderini, nonostante provenisse da una famiglia vicina alla fazione "oligarchica" degli Albizzi, divenne un famigliare dei Medici in seguito alla protezione ricevuta da Cosimo dopoché organizzò una congiura nel 1429 contro il politico Niccolò da Uzzano, uno dei capi della fazione degli Albizzi, accusato dal Soderini di averne ucciso il padre. Divenuto nel 1427 membro dei Dodici buonomini, per i decenni a venire rivestì prestigiosi incarici nel seno della Signoria fiorentina, come quello di Priore delle Arti. Sposatosi il 14 aprile 1437 con Ginevra di Filippo Macinghi da cui ebbe i figli Geri, Bernardo, Tommaso, Maddalena, Alessandra, Nanna e Costanza, il Soderini raggiunse l'apice della carriera politica rispettivamente nel 1451 e nel 1465, quando fu eletto Gonfaloniere di Giustizia, sempre col benestare prima di Cosimo e poi del figlio di lui Piero. Nel 1451 fu fautore dell'alleanza tra la Firenze medicea e Francesco Sforza, nuovo duca di Milano: i Medici, per ricompensarlo, lo nominarono ambasciatore della Repubblica verso i vari potentati della Penisola. In seguito al raffreddamento dei rapporti coi Medici per la loro progressiva presa di potere sugli affari pubblici della Repubblica, Soderini decise di appoggiare la congiura organizzata dal ricchissimo banchiere Luca Pitti nel 1466 ai danni del nuovo capofamiglia mediceo, Piero il Gottoso, il quale aveva abbandonato la politica di prudenza del padre Cosimo. La congiura, che prevedeva l'assassinio di Piero e l'innalzamento di Luca Pitti quale nuovo arbitro della Repubblica, fu però minata dalle costanti rivalità all'interno dei congiurati e, dopo la scoperta del complotto, il Soderini fu esiliato in Provenza per vent'anni. L'esiliato, al contrario, tentò nei primi anni di arruolare dei piccoli eserciti con i quali marciare contro Firenze per poi abbandonare tali progetti e ritirarsi nel 1468 a Ravenna con un sussidio concessogli dalla Repubblica di Venezia (avversaria dei Medici) di 100 ducati l'anno. Nominato sempre in quell'anno cavaliere dall'imperatore Federico III d'Asburgo, il Soderini morì ai primi d'ottobre del 1472 nella città romagnola, venendo sepolto nella basilica di San Francesco. 